# Futbolista del año en Rumanía
El premio al Futbolista del año en Rumania (en rumano: Fotbalistul român al anului) se otorga al mejor futbolista de Rumanía en cada año. El premio se concede desde 1966 por el periódico deportivo Gazeta Sporturilor.

## Palmarés

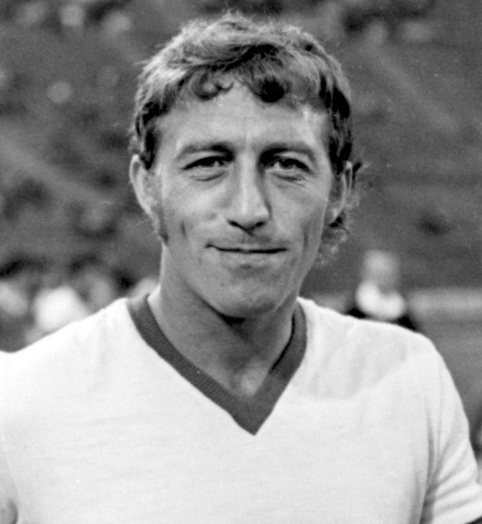
Nicolae Dobrin, ganador en 1966, 1967 y 1971

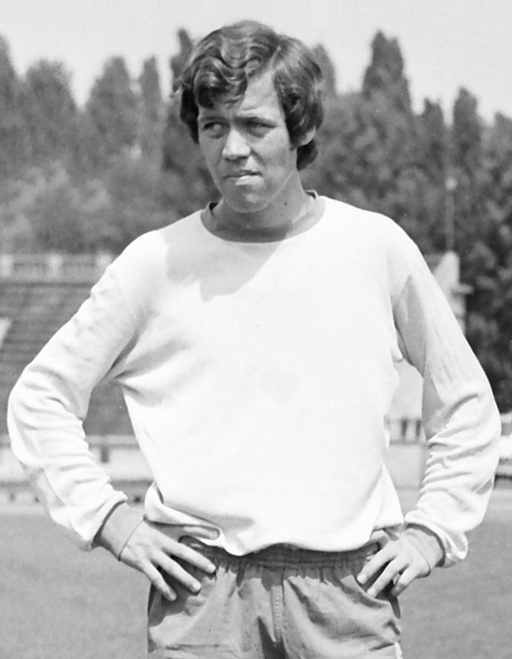
Florea Dumitrache, ganador en 1968 y 1969

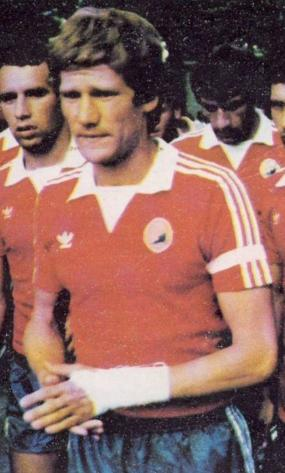
Ladislau Bölöni, ganador en 1977 y 1983

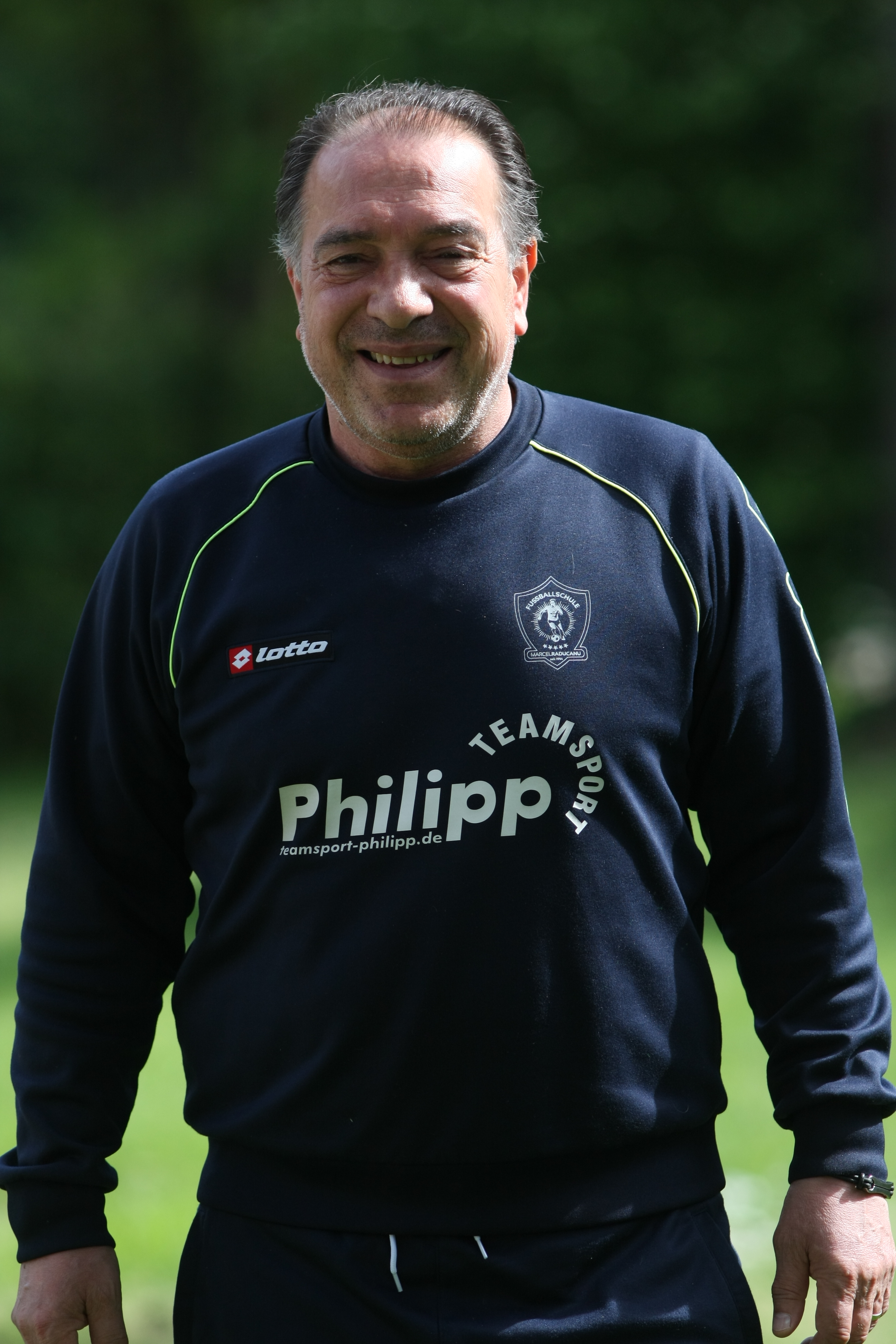
Marcel Răducanu, ganador en 1980

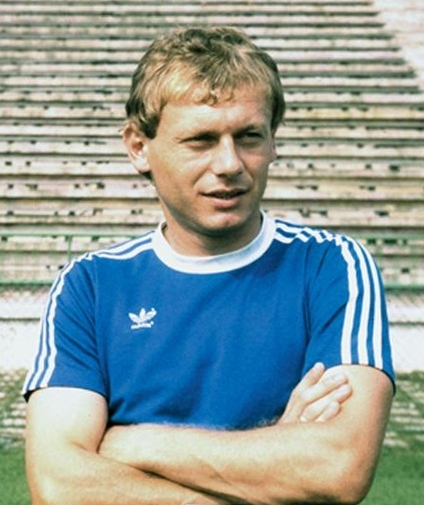
Ilie Balaci, ganador en 1981 y 1982

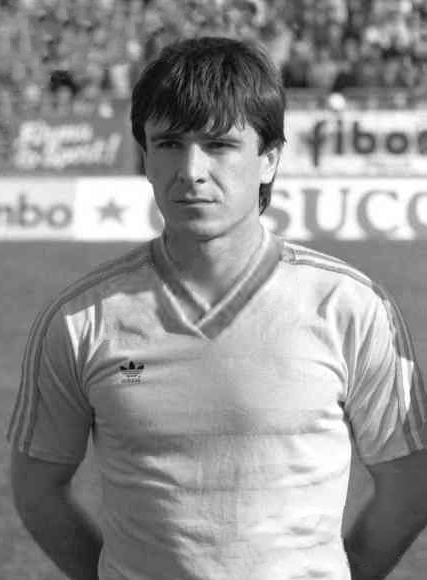
Dorin Mateuţ, ganador en 1988

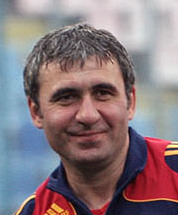
Gica Hagi, ganador en 1985, 1987, 1993, 1994, 1997, 1999 y 2000 (record)

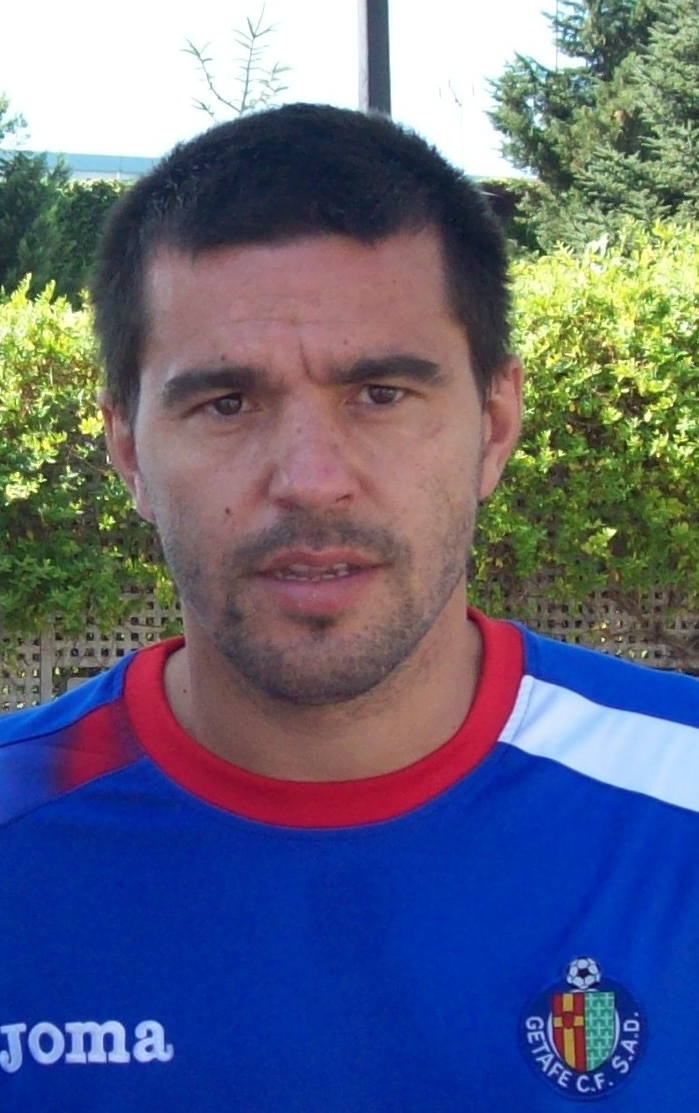
Cosmin Contra, ganador en 2001

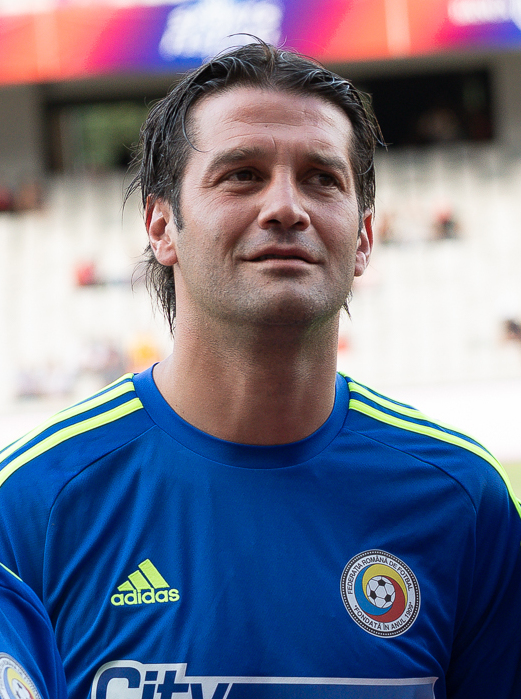
Cristian Chivu, ganador en 2002, 2009 y 2010

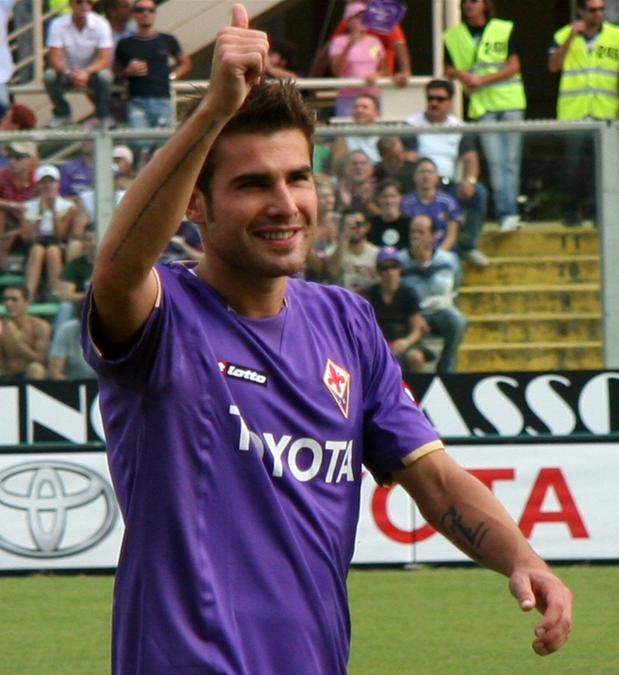
Adrian Mutu, ganador en 2003, 2005, 2007 y 2008

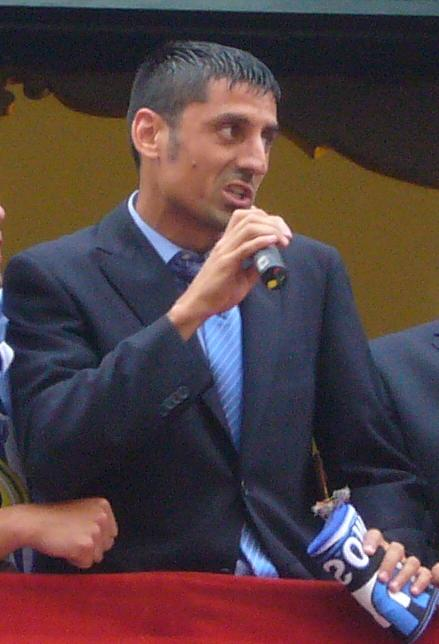
Ionel Dănciulescu, ganador en 2004

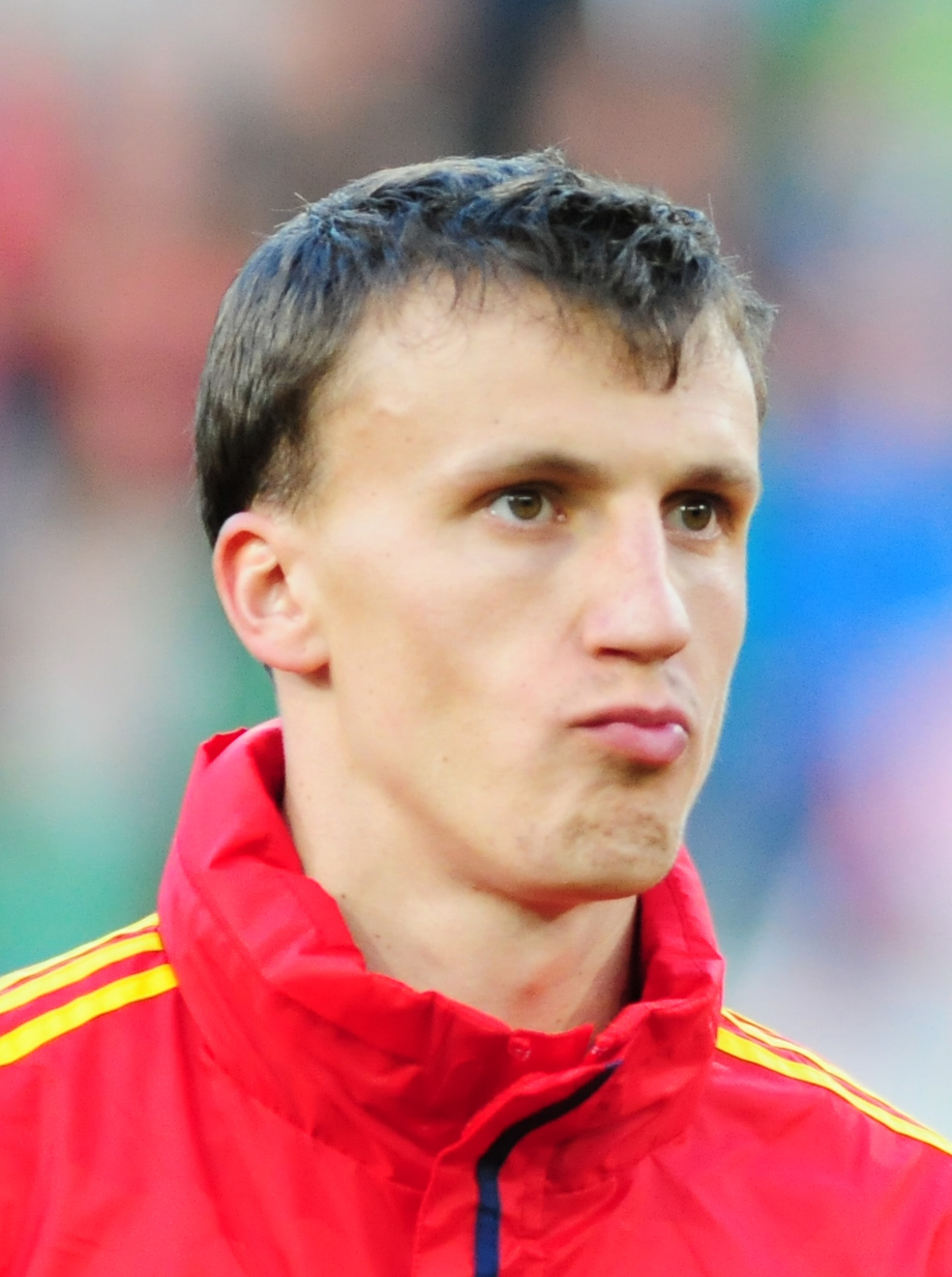
Vlad Chiricheș, ganador en 2013

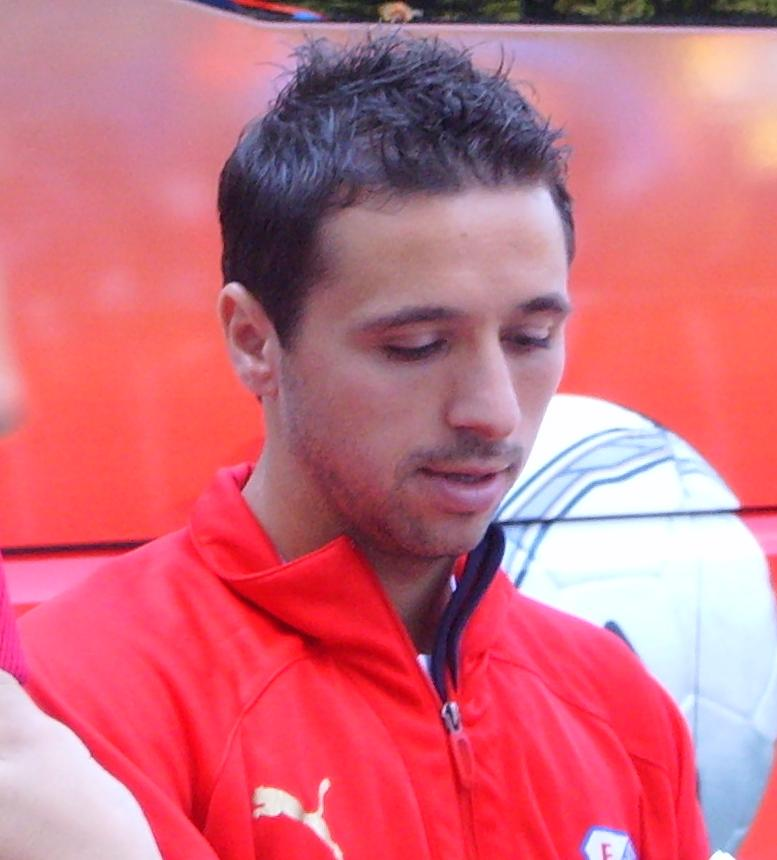
Lucian Sânmărtean, ganador en 2014

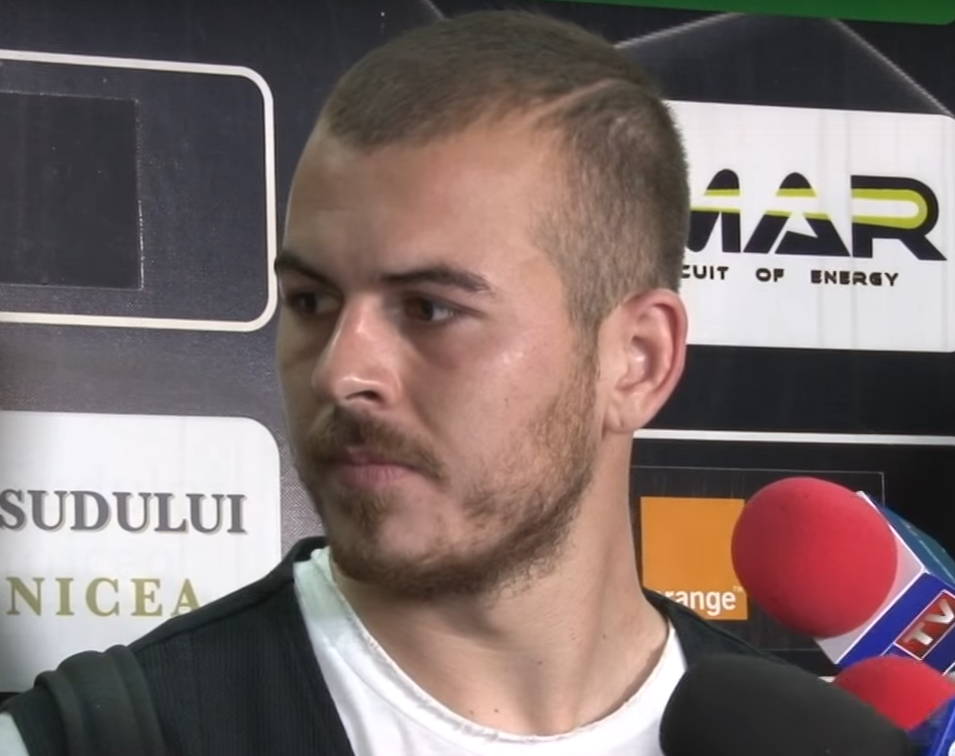
Denis Alibec, ganador en 2016

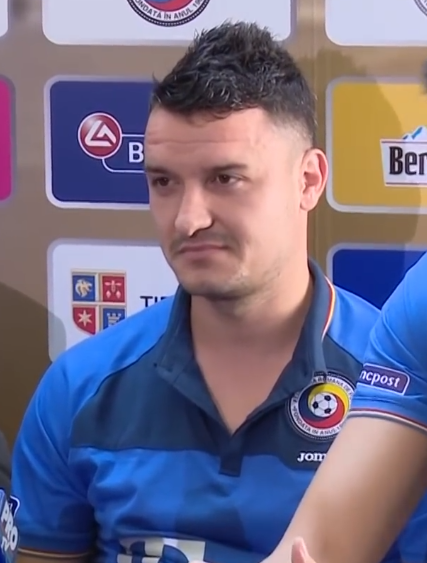
Constantin Budescu, ganador en 2017

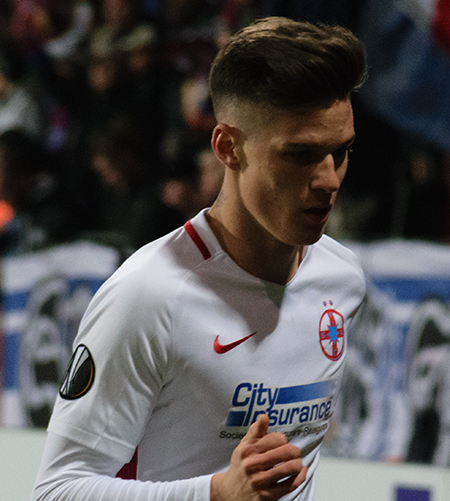
Dennis Man, ganador en 2020

### Futbolista rumano del año[1]
| Año  | Puesto | Jugador              | Clubes                                | Número de victorias |
| ---- | ------ | -------------------- | ------------------------------------- | ------------------- |
| 1966 | 1º     | Nicolae Dobrin       | FC Argeș Pitești                      |                     |
| 1966 | 2º     | Vasile Gergely       | Dinamo Bucarest                       |                     |
| 1966 | 3º     | Ion Pârcălab         | Dinamo Bucarest                       |                     |
| 1967 | 1º     | Nicolae Dobrin       | FC Argeș Pitești                      |                     |
| 1967 | 2º     | Gheorghe Constantin  | Steaua Bucarest                       |                     |
| 1967 | 3º     | Narcis Coman         | FC Argeș Pitești                      |                     |
| 1968 | 1º     | Florea Dumitrache    | Dinamo Bucarest                       |                     |
| 1968 | 2º     | Cornel Dinu          | Dinamo Bucarest                       |                     |
| 1968 | 3º     | Lajos Sătmăreanu     | Steaua Bucarest                       |                     |
| 1969 | 1º     | Florea Dumitrache    | Dinamo Bucarest                       | 2                   |
| 1969 | 2º     | Nicolae Dobrin       | FC Argeș Pitești                      |                     |
| 1969 | 3º     | Radu Nunweiller      | Dinamo Bucarest                       |                     |
| 1970 | 1º     | Cornel Dinu          | Dinamo Bucarest                       |                     |
| 1970 | 2º     | Necula Răducanu      | Rapid Bucarest                        |                     |
| 1970 | 3º     | Florea Dumitrache    | Dinamo Bucarest                       |                     |
| 1971 | 1º     | Nicolae Dobrin       | FC Argeș Pitești                      | 3                   |
| 1971 | 2º     | Ion Dumitru          | Rapid Bucarest                        |                     |
| 1971 | 3º     | Nicolae Lupescu      | Rapid Bucarest                        |                     |
| 1972 | 1º     | Cornel Dinu          | Dinamo Bucarest                       |                     |
| 1972 | 2º     | Alexandru Boc        | Rapid Bucarest                        |                     |
| 1972 | 3º     | Nicolae Dobrin       | FC Argeș Pitești                      |                     |
| 1973 | 1º     | Ion Dumitru          | Steaua Bucarest                       |                     |
| 1973 | 2º     | Cornel Dinu          | Dinamo Bucarest                       |                     |
| 1973 | 3º     | Nicolae Dobrin       | FC Argeș Pitești                      |                     |
| 1974 | 1º     | Cornel Dinu          | Dinamo Bucarest                       | 3                   |
| 1974 | 2º     | Mircea Lucescu       | Dinamo Bucarest                       |                     |
| 1974 | 3º     | Ion Dumitru          | Steaua Bucarest                       |                     |
| 1975 | 1º     | Ion Dumitru          | Steaua Bucarest                       | 2                   |
| 1975 | 2º     | Viorel Năstase       | Steaua Bucarest                       |                     |
| 1975 | 3º     | Ion Oblemenco        | Universitatea Craiova                 |                     |
| 1976 | 1º     | Dudu Georgescu       | Dinamo Bucarest                       |                     |
| 1976 | 2º     | Ladislau Bölöni      | ASA Târgu Mureş                       |                     |
| 1976 | 3º     | Anghel Iordănescu    | Steaua Bucarest                       |                     |
| 1977 | 1º     | Ladislau Bölöni      | ASA Târgu Mureş                       |                     |
| 1977 | 2º     | Dudu Georgescu       | Dinamo Bucarest                       |                     |
| 1977 | 3º     | Alexandru Sătmăreanu | Dinamo Bucarest                       |                     |
| 1978 | 1º     | Narcis Coman         | CS Târgovişte                         |                     |
| 1978 | 2º     | Nicolae Dobrin       | FC Argeș Pitești                      |                     |
| 1978 | 3º     | Costică Ștefănescu   | Universitatea Craiova                 |                     |
| 1979 | 1º     | Ștefan Sameș         | Steaua Bucarest                       |                     |
| 1979 | 2º     | Costică Ștefănescu   | Universitatea Craiova                 |                     |
| 1979 | 3º     | Marcel Răducanu      | Steaua Bucarest                       |                     |
| 1980 | 1º     | Marcel Răducanu      | Steaua Bucarest                       |                     |
| 1980 | 2º     | Anghel Iordănescu    | Steaua Bucarest                       |                     |
| 1980 | 3º     | Costică Ștefănescu   | Universitatea Craiova                 |                     |
| 1981 | 1º     | Ilie Balaci          | Universitatea Craiova                 |                     |
| 1981 | 2º     | Costică Ștefănescu   | Universitatea Craiova                 |                     |
| 1981 | 3º     | Ștefan Sameș         | Steaua Bucarest                       |                     |
| 1982 | 1º     | Ilie Balaci          | Universitatea Craiova                 | 2                   |
| 1982 | 2º     | Costică Ștefănescu   | Universitatea Craiova                 |                     |
| 1982 | 3º     | Rodion Cămătaru      | Universitatea Craiova                 |                     |
| 1983 | 1º     | Ladislau Bölöni      | ASA Târgu Mureş                       | 2                   |
| 1983 | 2º     | Silviu Lung          | Universitatea Craiova                 |                     |
| 1983 | 3º     | Costică Ștefănescu   | Universitatea Craiova                 |                     |
| 1984 | 1º     | Silviu Lung          | Universitatea Craiova                 |                     |
| 1984 | 2º     | Gheorghe Hagi        | Sportul Studențesc                    |                     |
| 1984 | 3º     | Costică Ștefănescu   | Universitatea Craiova                 |                     |
| 1985 | 1º     | Gheorghe Hagi        | Sportul Studențesc                    |                     |
| 1985 | 2º     | Costică Ștefănescu   | Universitatea Craiova                 |                     |
| 1985 | 3º     | Ladislau Bölöni      | Steaua Bucarest                       |                     |
| 1986 | 1º     | Helmuth Duckadam     | Steaua Bucarest                       |                     |
| 1986 | 2º     | Ladislau Bölöni      | Steaua Bucarest                       |                     |
| 1986 | 3º     | Miodrag Belodedici   | Steaua Bucarest                       |                     |
| 1987 | 1º     | Gheorghe Hagi        | Steaua Bucarest                       |                     |
| 1987 | 2º     | Miodrag Belodedici   | Steaua Bucarest                       |                     |
| 1987 | 3º     | Rodion Cămătaru      | Universitatea Craiova                 |                     |
| 1988 | 1º     | Dorin Mateuţ         | Dinamo Bucarest                       |                     |
| 1988 | 2º     | Gheorghe Hagi        | Steaua Bucarest                       |                     |
| 1988 | 3º     | Miodrag Belodedici   | Steaua Bucarest                       |                     |
| 1989 | 1º     | Gheorghe Popescu     | Universitatea Craiova                 |                     |
| 1989 | 2º     | Ioan Sabău           | Dinamo Bucarest                       |                     |
| 1989 | 3º     | Gheorghe Hagi        | Steaua Bucarest                       |                     |
| 1990 | 1º     | Gheorghe Popescu     | Universitatea Craiova / PSV Eindhoven |                     |
| 1990 | 2º     | Iosif Rotariu        | Steaua Bucarest / Galatasaray         |                     |
| 1990 | 3º     | Dan Petrescu         | Steaua Bucarest                       |                     |
| 1991 | 1º     | Gheorghe Popescu     | PSV Eindhoven                         |                     |
| 1991 | 2º     | Gheorghe Hagi        | Real Madrid                           |                     |
| 1991 | 3º     | Ioan Lupescu         | Bayer Leverkusen                      |                     |
| 1992 | 1º     | Gheorghe Popescu     | PSV Eindhoven                         |                     |
| 1992 | 2º     | Gheorghe Hagi        | Real Madrid                           |                     |
| 1992 | 3º     | Dorinel Munteanu     | Dinamo Bucarest                       |                     |
| 1993 | 1º     | Gheorghe Hagi        | Brescia                               |                     |
| 1993 | 2º     | Ilie Dumitrescu      | Steaua Bucarest                       |                     |
| 1993 | 3º     | Florin Răducioiu     | Brescia / AC Milan                    |                     |
| 1994 | 1º     | Gheorghe Hagi        | Brescia / FC Barcelona                |                     |
| 1994 | 2º     | Florin Răducioiu     | AC Milan / Español Barcelona          |                     |
| 1994 | 3º     | Ioan Lupescu         | Bayer Leverkusen                      |                     |
| 1995 | 1º     | Gheorghe Popescu     | Tottenham Hotspur / FC Barcelona      |                     |
| 1995 | 2º     | Gheorghe Hagi        | FC Barcelona                          |                     |
| 1995 | 3º     | Daniel Prodan        | Steaua Bucarest                       |                     |
| 1996 | 1º     | Gheorghe Popescu     | FC Barcelona                          | 6                   |
| 1996 | 2º     | Gheorghe Hagi        | FC Barcelona / Galatasaray            |                     |
| 1996 | 3º     | Viorel Moldovan      | Neuchâtel Xamax / Grasshoppers        |                     |
| 1997 | 1º     | Gheorghe Hagi        | Galatasaray                           |                     |
| 1997 | 2º     | Dan Petrescu         | Chelsea                               |                     |
| 1997 | 3º     | Marius Lăcătuș       | Steaua Bucarest                       |                     |
| 1998 | 1º     | Adrian Ilie          | Valencia CF                           |                     |
| 1998 | 2º     | Gheorghe Popescu     | Galatasaray                           |                     |
| 1998 | 3º     | Gheorghe Hagi        | Galatasaray                           |                     |
| 1999 | 1º     | Gheorghe Hagi        | Galatasaray                           |                     |
| 1999 | 2º     | Dan Petrescu         | Chelsea                               |                     |
| 1999 | 3º     | Adrian Ilie          | Valencia CF                           |                     |
| 2000 | 1º     | Gheorghe Hagi        | Galatasaray                           | 7                   |
| 2000 | 2º     | Cristian Chivu       | Ajax Ámsterdam                        |                     |
| 2000 | 3º     | Gheorghe Popescu     | Galatasaray                           |                     |
| 2001 | 1º     | Cosmin Contra        | Deportivo Alavés / AC Milan           |                     |
| 2001 | 2º     | Marius Niculae       | Dinamo Bucarest / Sporting Lisboa     |                     |
| 2001 | 3º     | Cristian Chivu       | Ajax Ámsterdam                        |                     |
| 2002 | 1º     | Cristian Chivu       | Ajax Ámsterdam                        |                     |
| 2002 | 2º     | Adrian Mutu          | Hellas Verona / Parma                 |                     |
| 2002 | 3º     | Cosmin Contra        | AC Milan / Atlético Madrid            |                     |
| 2003 | 1º     | Adrian Mutu          | Parma / Chelsea                       |                     |
| 2003 | 2º     | Cristian Chivu       | Ajax Ámsterdam / AS Roma              |                     |
| 2003 | 3º     | Bogdan Lobonţ        | Ajax Ámsterdam                        |                     |
| 2004 | 1º     | Ionel Dănciulescu    | Dinamo Bucarest                       |                     |
| 2004 | 2º     | Adrian Neaga         | Steaua Bucarest                       |                     |
| 2004 | 3º     | Mirel Rădoi          | Steaua Bucarest                       |                     |
| 2005 | 1º     | Adrian Mutu          | Juventus                              |                     |
| 2005 | 2º     | Mirel Rădoi          | Steaua Bucarest                       |                     |
| 2005 | 3º     | Dorinel Munteanu     | Steaua Bucarest / CFR Cluj            |                     |
| 2006 | 1º     | Nicolae Dică         | Steaua Bucarest                       |                     |
| 2006 | 2º     | Adrian Mutu          | Juventus / Fiorentina                 |                     |
| 2006 | 3º     | Cristian Chivu       | AS Roma                               |                     |
| 2007 | 1º     | Adrian Mutu          | Fiorentina                            |                     |
| 2007 | 2º     | Bogdan Lobonţ        | Dinamo Bucarest                       |                     |
| 2007 | 3º     | Cristian Chivu       | AS Roma / Internazionale              |                     |
| 2008 | 1º     | Adrian Mutu          | Fiorentina                            | 4                   |
| 2008 | 2º     | Dorin Goian          | Steaua Bucarest                       |                     |
| 2008 | 3º     | Cristian Chivu       | Internazionale                        |                     |
| 2009 | 1º     | Cristian Chivu       | Internazionale                        |                     |
| 2009 | 2º     | Răzvan Raț           | Shajtar Donetsk                       |                     |
| 2009 | 3º     | Adrian Mutu          | Fiorentina                            |                     |
| 2010 | 1º     | Cristian Chivu       | Internazionale                        | 3                   |
| 2010 | 2º     | Bogdan Stancu        | Steaua Bucarest                       |                     |
| 2010 | 3º     | Răzvan Raț           | Shajtar Donetsk                       |                     |
| 2011 | 1º     | Gabriel Torje        | Dinamo Bucarest / Udinese             |                     |
| 2011 | 2º     | Lucian Sânmărtean    | Vaslui                                |                     |
| 2011 | 3º     | Cristian Săpunaru    | FC Porto                              |                     |
| 2012 | 1º     | Raul Rusescu         | Steaua Bucarest                       |                     |
| 2012 | 2º     | Vlad Chiricheș       | Steaua Bucarest                       |                     |
| 2012 | 3º     | Gabriel Torje        | Udinese / Granada CF                  |                     |
| 2013 | 1º     | Vlad Chiricheș       | Steaua Bucarest / Tottenham Hotspur   |                     |
| 2013 | 2º     | Alexandru Maxim      | VfB Stuttgart                         |                     |
| 2013 | 3º     | Alexandru Bourceanu  | Steaua Bucarest                       |                     |
| 2014 | 1º     | Lucian Sânmărtean    | Steaua Bucarest                       |                     |
| 2014 | 2º     | Claudiu Keșerü       | Steaua Bucarest                       |                     |
| 2014 | 3º     | Răzvan Raț           | Rayo Vallecano / PAOK                 |                     |
| 2015 | 1º     | Ciprian Tătărușanu   | Fiorentina                            |                     |
| 2015 | 2º     | Constantin Budescu   | Astra Giurgiu                         |                     |
| 2015 | 3º     | Costel Pantilimon    | Sunderland                            |                     |
| 2016 | 1º     | Denis Alibec         | Astra Giurgiu                         |                     |
| 2016 | 2º     | Nicolae Stanciu      | Steaua Bucarest / Anderlecht          |                     |
| 2016 | 3º     | Răzvan Marin         | Viitorul Constanța                    |                     |
| 2017 | 1º     | Constantin Budescu   | Steaua Bucarest                       |                     |
| 2017 | 2º     | Ciprian Tătărușanu   | FC Nantes                             |                     |
| 2017 | 3º     | Ştefan Radu          | Lazio                                 |                     |
| 2018 | 1º     | George Țucudean      | CFR Cluj                              |                     |
| 2018 | 2º     | Răzvan Marin         | Standard Lieja                        |                     |
| 2018 | 3º     | Ianis Hagi           | Viitorul Constanța                    |                     |
| 2019 | 1º     | Ionuț Radu           | Genoa CFC                             |                     |
| 2019 | 2º     | George Pușcaș        | Reading FC                            |                     |
| 2019 | 3º     | Nicolae Stanciu      | Slavia Praga                          |                     |
| 2020 | 1º     | Dennis Man           | FCSB                                  |                     |
| 2020 | 2º     | Ciprian Deac         | CFR Cluj                              |                     |
| 2020 | 3º     | Nicolae Stanciu      | Slavia Praga                          |                     |
| 2021 | 1º     | Florin Niță          | Sparta Praga                          |                     |
| 2021 | 2º     | Ianis Hagi           | Glasgow Rangers                       |                     |
| 2021 | 3º     | Alexandru Cicâldău   | Galatasaray                           |                     |
| 2022 | 1º     | Nicolae Stanciu      | Wuhan Three Towns                     |                     |
| 2022 |        |                      |                                       |                     |
| 2022 |        |                      |                                       |                     |
| 2023 | 1º     | Radu Drăgușin        | Genoa CFC                             |                     |
| 2023 | 2º     | Nicolae Stanciu      | Damac                                 |                     |
| 2023 | 3º     | Denis Alibec         | Muaither SC                           |                     |

## Ganadores múltiples
| Victorias | Jugador           | Años ganador                             |
| --------- | ----------------- | ---------------------------------------- |
| 7         | Gheorghe Hagi     | 1985, 1987, 1993, 1994, 1997, 1999, 2000 |
| 6         | Gica Popescu      | 1989, 1990, 1991, 1992, 1995, 1996       |
| 4         | Adrian Mutu       | 2003, 2005, 2007, 2008                   |
| 3         | Nicolae Dobrin    | 1966, 1967, 1971                         |
| 3         | Cornel Dinu       | 1970, 1972, 1974                         |
| 3         | Cristian Chivu    | 2002, 2009, 2010                         |
| 2         | Florea Dumitrache | 1968, 1969                               |
| 2         | Ion Dumitru       | 1973, 1975                               |
| 2         | Ladislau Bölöni   | 1977, 1983                               |
| 2         | Ilie Balaci       | 1981, 1982                               |